# Bayonne
Bayonne [bajɔn] (baskisch und okzitanisch Baiona für Guter Hafen, lateinisch Lapurdum) ist eine französische Stadt nahe dem Atlantik im Département Pyrénées-Atlantiques in der Region Nouvelle-Aquitaine.

## Geografie und Verwaltung

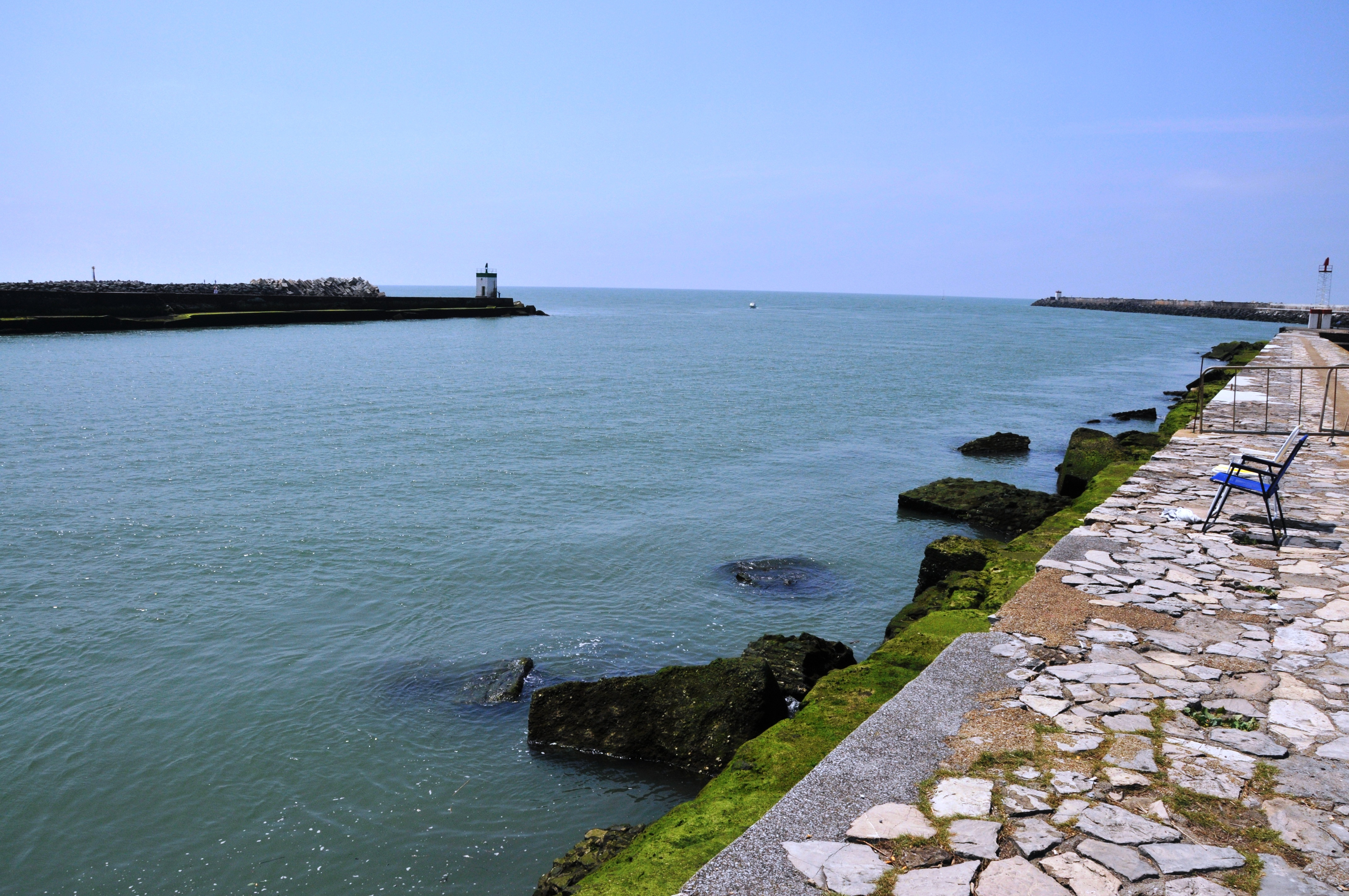
Adour-Mündung

Bayonne liegt im französischen Teil des Baskenlandes am Zusammenfluss der Flüsse Adour und Nive. Sie ist im Westen knapp 4 Kilometer vom Atlantik (Golf von Biskaya) entfernt.
Mit 53.312 Einwohnern (Stand 1. Januar 2022) ist Bayonne nach Pau die zweitgrößte Stadt des Départements Pyrénées-Atlantiques. Die Stadt bildet mit Biarritz und Anglet eine Agglomeration.

## Geschichte

### Antike und Mittelalter
Bayonne hieß zu gallo-römischer Zeit Lapurdum, dessen Name sich in dem der Landschaft Labourd erhalten hat. Der Ort gehörte zum Land des Volksstamms der Tarbelli und war schon im 3. Jahrhundert Festung, Handelsplatz und Haupthafen der Provinz Novempopulana sowie wohl seit dem 6. Jahrhundert Sitz eines Bischofs. Im Anschluss an die römische Herrschaft gehörte er nacheinander den Westgoten, Basken, Franken und Normannen. Die Herzöge der Gascogne, die gegen Ende des 10. Jahrhunderts die Normannen vertrieben, gaben der Stadt viele Privilegien. Die Einwohner siedelten sich nach und nach außerhalb der Stadtmauern an. Nach dem 1130 erfolgten vergeblichen Angriff des Königs von Aragón, Alfons I. des Streitbaren, gab der damalige Besitzer der Stadt, Herzog Wilhelm X. von Aquitanien, Bayonne eine neue Umfassung an beiden Ufern der Nive. In Urkunden wurde nun der römerzeitliche Name Lapurdum vom galicischen Namen Baiona verdrängt.
Die Engländer erhielten Bayonne 1152, als die Herzogin Eleonore von Aquitanien sich mit Heinrich (II.) vermählte. Sie vermehrten die Freiheiten und den Wohlstand der Stadt, die von König Johann Ohneland 1215 kommunale Rechte erhielt. Deren Einwohner schickten den Engländern 1224 insgesamt 30 Galeeren zur Unterstützung von La Rochelle gegen Ludwig VIII. von Frankreich. Ab 1291 befand sich Bayonne in einem Handelskrieg mit der Normandie und veranlasste so den Krieg zwischen Frankreich und England; von 1293 bis 1295 war die Stadt von den Franzosen besetzt. Später geriet Bayonne mit dem Adel in Fehde und wurde, als 1368 der Adel König Karl V. von Frankreich zu Hilfe rief, besiegt. Gegen Ende des Hundertjährigen Kriegs gelang König Karl VII. von Frankreich die Eroberung der Stadt: 1451 nahmen Dunois und der Graf Gaston IV. von Foix die Burg Guiche und 15 andere Vorwerke von Bayonne ein. Die Vorstadt Saint-Leon wurde gestürmt und in Brand gesetzt. Am 19. August kapitulierte der Gouverneur Beaumont; Dunois und der Graf von Foix, die über Saint-Leon und Saint-Esprit einrückten, vereinigten sich bei den Stufen der Kathedralkirche. Bayonne blieb fortan bei Frankreich.
Der französische König nahm den Einwohnern das Recht, den Maire vorzuschlagen und verminderte die Zahl der Munizipalitätsmitglieder immer mehr. Die Mairie, nun Gouvernement von Bayonne genannt, verlor so an Attraktivität. Dieses Gouvernement nebst der Hälfte der Steuern gab später Heinrich IV. seiner Geliebten, der Gräfin Corysandre von Grammont, erblich. Richelieu zwang den damaligen Erben, seinem Recht zugunsten eines seiner Sekretäre zu entsagen, und dieser verkaufte es für 26.000 Franc an die Stadt.

### 16. Jahrhundert
An Wichtigkeit hatte Bayonne bereits etwas verloren, als die Mündung des Adour Ende des 15. Jahrhunderts versandete und der Fluss sich 11 km weiter nordwärts wandte, so dass nur noch Fahrzeuge von 25 bis 30 Tonnen in die Stadt gelangen konnten. Von dieser Entwicklung profitierten die Fischerdörfer Vieux-Boucau-les-Bains und Kap Breton. Die Einwohner des letzteren Ortes wollten sogar den Kanal, der Bayonne übrig geblieben war, zustechen, wogegen 4000 Bayonneser bewaffneten Widerstand leisteten; König Ludwig XII. befahl den Einwohnern von Kap Breton, die Landungssteuern in Bayonne zu bezahlen und den Einwohnern von Bayonne den Schaden, den sie ihnen zugefügt hatten, zu ersetzen. Erst 1579 unternahm Louis de Foix, der Baumeister des Escorials und des  Leuchtturms von Cordouan, die Arbeiten zur Wiederherstellung des alten Flussbettes.
Das mächtig gewordene Spanien suchte Bayonne 1523 zu erobern, doch die Flotte Karls V. scheiterte bei ihrem Angriff auf die Stadt. Hier kam es im Juni und Juli 1565 zu einer Zusammenkunft der Katharina von Medici, ihrer Tochter Elisabeth, Königin von Spanien, und des Herzogs von Alba als Stellvertreter König Philipps II. Dabei drängte Alba die französische Königinwitwe zu einem scharfen Vorgehen gegen die Hugenotten, wozu Katharina aber aufgrund ihres Interesses zur Wahrung des innenpolitischen Friedens nicht bereit war. Trotzdem schöpften die Hugenotten aufgrund dieses Treffens gegen Katharina Verdacht und glaubten teilweise sogar, dass dabei die Ausrottung der Protestanten in Frankreich und in den Niederlanden verabredet worden sei. Auf Bayonne selbst hatte die wenige Jahre später, 1572, erfolgte blutige Bartholomäusnacht keine Auswirkungen, da sich in der Stadt nur wenige Protestanten aufhielten und hier kein religiöser Fanatismus vorhanden war.

### 17. und 18. Jahrhundert
Dass Bayonne Anfang des 17. Jahrhunderts seinen Wohlstand noch nicht verloren hatte, beweist die Seeexpedition, die 1627 auslief, um die von den Engländern blockierte Insel Île de Ré zu verproviantieren, was sie auch entschlossen ausführte. 1640 soll in Bayonne das nach der Stadt benannten Bajonett erfunden worden sein. Die Spanier versuchten weiterhin vergeblich, die Stadt zu erobern.
Der 1674 wieder erneuerte Krieg mit Spanien veranlasste Ludwig XIV., die Errichtung einer neuen Befestigung Bayonnes zu beginnen, das einen Schlüssel zu den Pässen der West-Pyrenäen darstellte. Es wurden neue Basteien, Kasernen und die Zitadelle nach dem Plan Vaubans erbaut, die Stadt völlig der Militärregierung unterworfen und der Bürgerschaft der bewaffnete Aufzug am Fronleichnamsfest, der in früheren Zeiten Gelegenheit zu Meutereien gegeben hatte, die Aufstellung eines Maibaums und das Scheibenschießen untersagt. 1684 fand eine abermalige Versandung des Adour statt, der Fluss wandte sich zwei Kilometer südlich von seiner Mündung in die sogenannte Chambre d’amour, und fast 40 Jahre lang wurden gegen diesen Missstand nur sehr unzureichende Maßnahmen ergriffen.
1701 besuchte Philipp V. von Spanien Bayonne sowie 1706 Maria Anna, die Witwe Karls II. von Spanien, die hier bis 1738 von ihrer Pension von 40.000 Dukaten lebte, ohne das von ihr gebaute Schloss Mareac zu bewohnen. Auch Mademoiselle Montpensier, Braut des Prinzen von Asturien, kam zu dieser Zeit nach Bayonne. Dies blieb auf den Wohlstand der damals etwa 16.000 Einwohner zählenden Stadt nicht ohne Einfluss. Aber die oben erwähnten Umstände, insbesondere auch das seit 1650 im Finanzwesen eingeführte Verpachtungssystem, das die Plackereien der Beamten und den Schleichhandel herbeiführte, untergruben den Wohlstand der Stadt immer mehr. 1725 wurde Juden Herstellung und Handel mit Schokolade verboten. In einer Vorstellung von 1738 verlangte die Handelskammer die Wiederherstellung der Munizipalfreiheiten und 1762 die Versetzung der Zolllinie auf das Nordufer des Adour.
Der wirtschaftliche Niedergang Bayonnes in dieser Epoche war auffallend. Der Küstenhandel, der Verkehr mit der Bretagne und Portugal sowie der Tabakhandel waren zum Erliegen gekommen, und auch der Handel mit den sonstigen Waren litt unter den ungünstigen Verhältnissen. Der Intendant Étigny wollte 1757 eine Wollspinnerei gründen, fand aber keinen Absatz. Die Einwohnerzahl war 1762 auf knapp 9500 Personen gesunken, Arbeiter und Handwerker wanderten nach Spanien aus, und die Schifffahrt ging zurück. Die zu Freihäfen erklärten Städte Bilbao und San Sebastián zogen den Handel an sich. Doch seit 1784 erlebte Bayonne wieder einen raschen Aufschwung, als das merkantilistische Verbotsystem abgeschafft, der Handel nach Amerika freigegeben und Bayonne zum Freihafen erklärt wurde. Der auswärtige Handel, die Schifffahrt sowie Importe und Exporte stiegen rasch; in sechs Jahren nahmen die Bevölkerungszahl und die Preise um ein Drittel zu.

### Ab dem 19. Jahrhundert
Zur Zeit der Französischen Revolution konspirierten dort versammelte Geistliche und Aristokraten mit den Spaniern, weshalb die Bevölkerung größtenteils zur Auswanderung ins Landesinnere genötigt wurde. Für eine Handelsstadt musste das Dekret zur Auslieferung von Gold und Silber gegen Assignaten sehr empfindlich sein; aber die Macht des gefürchteten Ausschusses von Paris war so groß, dass, als die Konvention das Dekret widerrief, von Bayonne schon zwei Millionen übergeben waren. Das Bistum wurde von Bayonne nach Pau verlegt, von wo es jedoch durch das Konkordat 1801 wieder zurückgeführt wurde.
Im Schloss Marracq nahe Bayonne fanden im April und Mai 1808 die Zusammenkünfte Napoleons mit Karl IV. von Spanien und dessen Sohn Ferdinand VII. statt. Zwischen den beiden Letzteren herrschte ein gespanntes Verhältnis, und als Ferdinand VII. am 6. Mai gezwungenermaßen auf die spanische Krone zugunsten seines Vaters verzichtete, war ihm nicht bekannt, dass Karl IV. bereits am Vortag seinerseits seine Herrschaftsrechte auf Spanien dem französischen Kaiser übertragen hatte. Daraufhin berief Napoleon für den 15. Juni eine spanische gesetzgebende Nationaljunta nach Bayonne zur Abfassung einer Konstitution, die am 6. Juli bekannt gemacht wurde, worauf Napoleons Bruder Joseph Bonaparte als neuer spanischer König am 9. Juli von Bayonne nach Madrid reiste. Zugleich wurde am 10. Mai 1808 die Bayonner Konvention zwischen Frankreich und dem Herzogtum Warschau geschlossen, wodurch u. a. die Berliner Bank und Seehandlung 26 Millionen Taler verlor. 1814 wurde Bayonne nach dem Rückzug Soults von Engländern und Spaniern zunächst vergeblich belagert. Den Franzosen unter Thouvenot gelang es, in einem glücklichen Ausfall den General John Hope am 14. April 1814 gefangen zu nehmen. Schließlich musste Thouvenot die Stadt den Briten aber doch übergeben.

Die Stadtquartiere von Bayonne

Während der spanischen Wirren nach dem Tod Ferdinands VII. bis zur Beendigung des von 1833 bis 1839/40 dauernden Ersten Karlistenkriegs war Bayonne ein politischer Brennpunkt und Zufluchtsort spanischer Emigranten, wohin sich auch viele Karlisten nach Beendigung dieses Krieges retteten. 1854 wurde die Stadt durch eine Eisenbahnlinie mit Paris verbunden, trotzdem war die Region weiterhin von Armut betroffen. Die französischen Basken unterschieden sich in ihrer Migration kaum von ihren Landsleuten in Spanien, auch sie gingen mehrheitlich nach Lateinamerika. Ein gewisser Sauveur Fagalde aus Louhossoa, als Besitzer einer Schuhfabrikant bei Valparaíso in Chile vermögend geworden, ließ im Stadtteil Marracq von Bayonne eine Villa namens Toki Gochoa errichten.
Im heutigen Bayonner Stadtbezirk Polo-Beyris/Saint-Amand bestand von 1939 bis 1947 ein Internierungslager, das zunächst der Unterbringung spanischer Bürgerkriegsflüchtlinge diente. Während der deutschen Besetzung Frankreichs im Zweiten Weltkrieg wurden hier Angehörige der französischen Kolonialtruppen interniert. Ihnen folgten nach der Befreiung Frankreichs Menschen, die der Kollaboration verdächtigt oder überführt worden waren. Letzte Bestimmung des Camp Polo Beyris war dann die Unterbringung gefangengenommener deutscher Soldaten. Nach John C. Guse war das Lager und seine zahlreichen Außenkommandos über Jahrzehnte hinweg ein in Frankreich vergessenes Internierungslager.

## Politik und Verwaltung

### Verwaltung
Die Stadt ist Sitz der Unterpräfektur (französisch Sous-préfecture) des Arrondissements Bayonne.

### Wappen
| Wappen der Stadt Bayonne | Blasonierung: « De gueule à la tour talutée d'or, ouverte, ajourée et maçonnée de sable, posée sur une mer au naturel, ondée d'or et de sable, accostée de deux lions d'or, affrontés, lampassés, brochant sur le fût de deux chênes au naturel englantés d'or, et surmontée d'une fleur de lys d'or, l'écu timbré d'une couronne comtale. » (deutsch: „Über einem blauen Wellenschildfuß ragt vor rotem Hintergrund ein goldener, gemauerter Zinnenturm mit schwarzer Toröffnung und ebenso gefärbtem Fenster unter einer goldenen Lilie empor und wird von zwei goldenen aufrechten goldbewehrten und gezungten Löwen gehalten. Hinter den beiden Löwen wächst jeweils ein grüner Baum mit neun eingestreuten goldenen und nach unten zeigenden Eicheln.“) |
| Wappen der Stadt Bayonne | |

## Kultur, Sehenswürdigkeiten und Sport

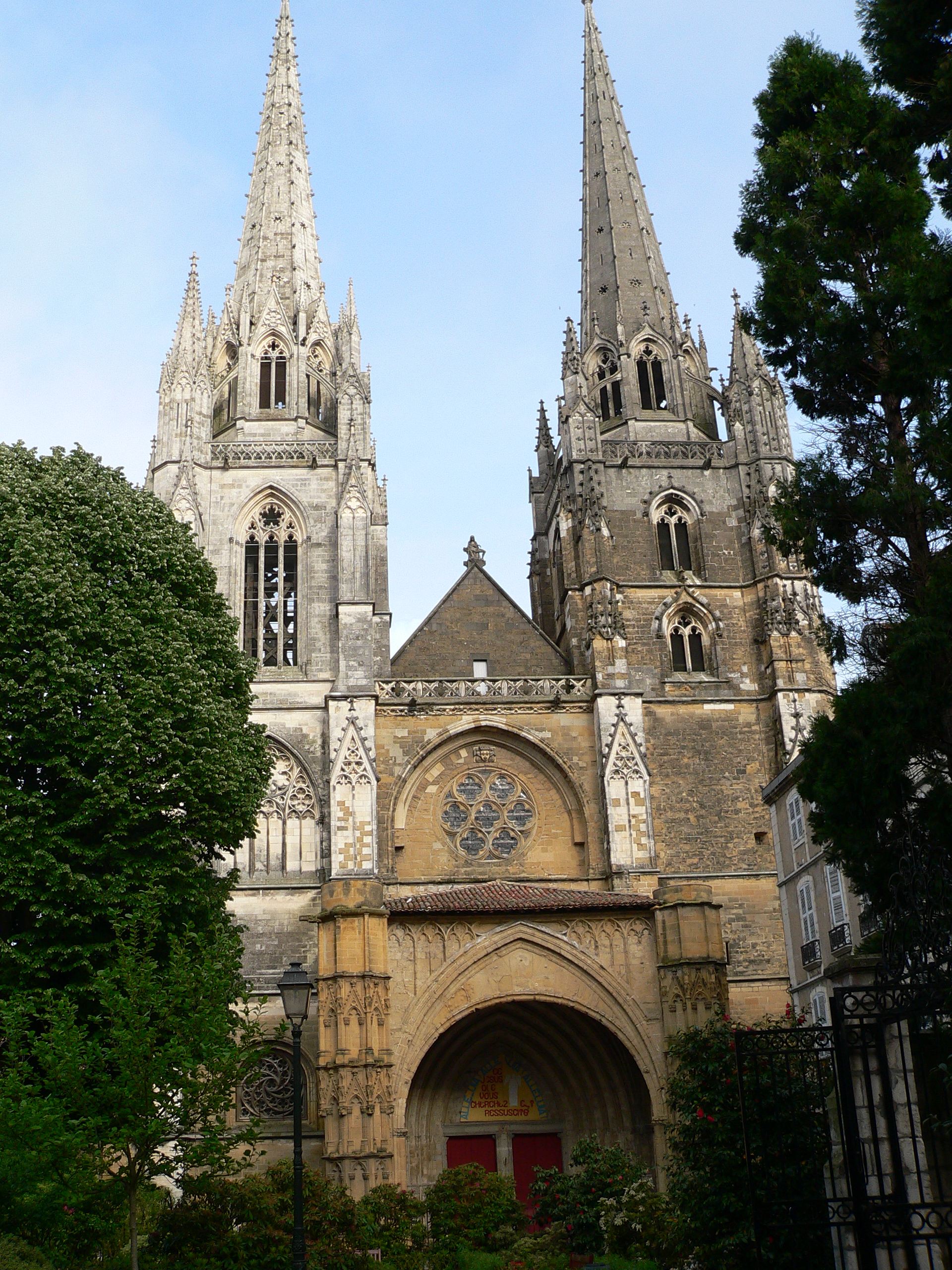
Kathedrale Notre Dame

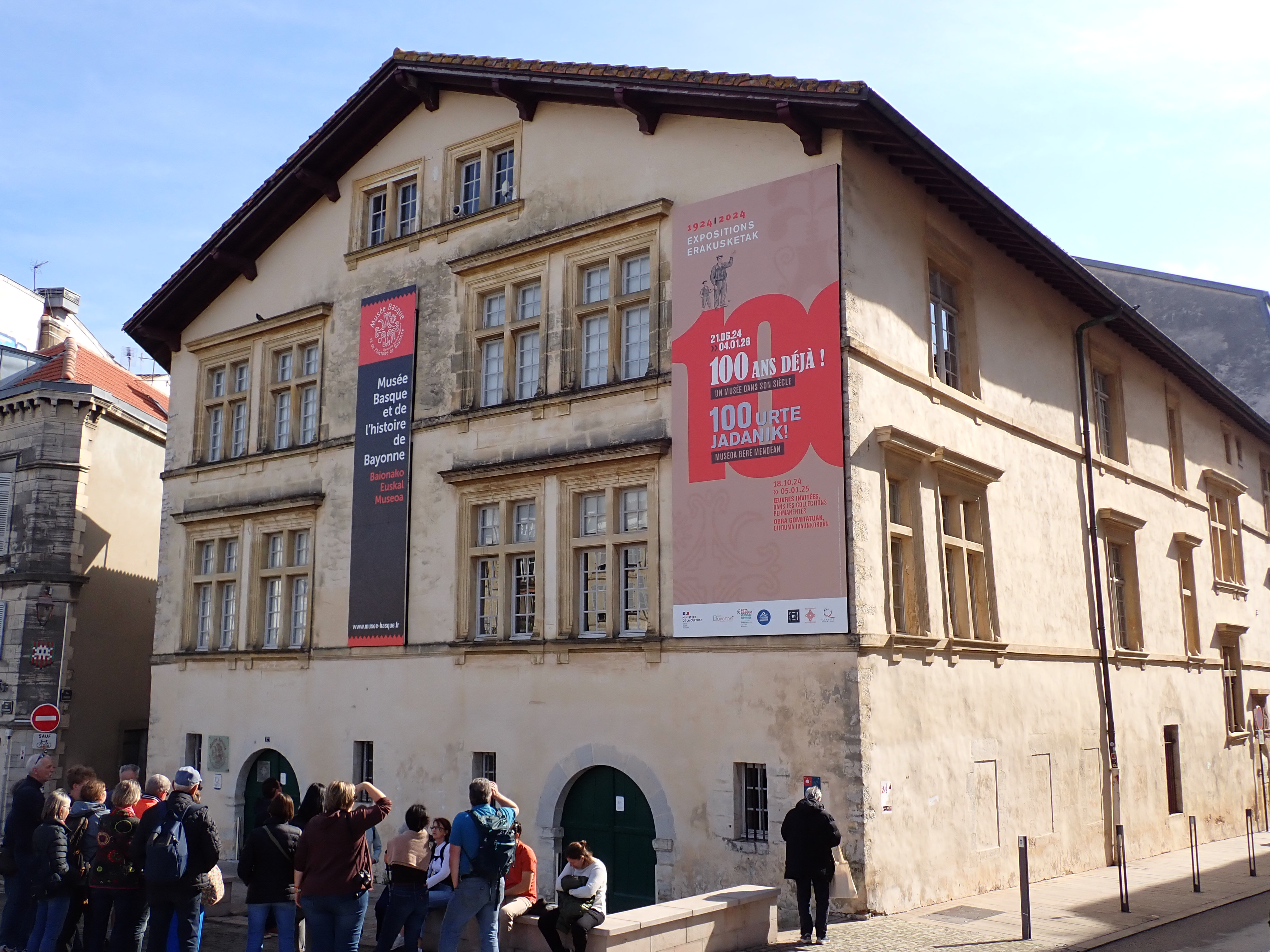
Baskisches Museum Bayonne

Die Kathedrale von Bayonne sowie die Kunstsammlung des Musée Bonnat-Helleu und das baskische Museum für Geschichte und Kunst Musée Basque sind von überregionaler Bedeutung.
Bayonne ist auch durch das Volksfest Fêtes de Bayonne bekannt. Das fünftägige Fest beginnt traditionell an dem Mittwoch, der dem ersten Sonntag im August vorangeht. Mit über einer Million Besuchern zählt es zu den größten Volksfesten in Frankreich und ist nach der bekannteren Fiesta de San Fermin im spanischen Pamplona das zweitgrößte baskische Fest. Wichtiger Bestandteil der Fêtes de Bayonne ist ein Stierlauf. Im Unterschied zur Fiesta de San Fermin werden in Bayonne die Jungstiere auf der Place Saint André freigelassen und nicht durch die Straßen getrieben.
Bedeutendster Sportverein ist Aviron Bayonnais, der vor allem für seine Rugby-Abteilung bekannt ist. Bayonne war einer der Austragungsorte bei der Rugby-Union-Weltmeisterschaft 1991.

## Religion
Bayonne ist Bischofssitz für das gleichnamige katholische Bistum.

## Wirtschaft und Infrastruktur

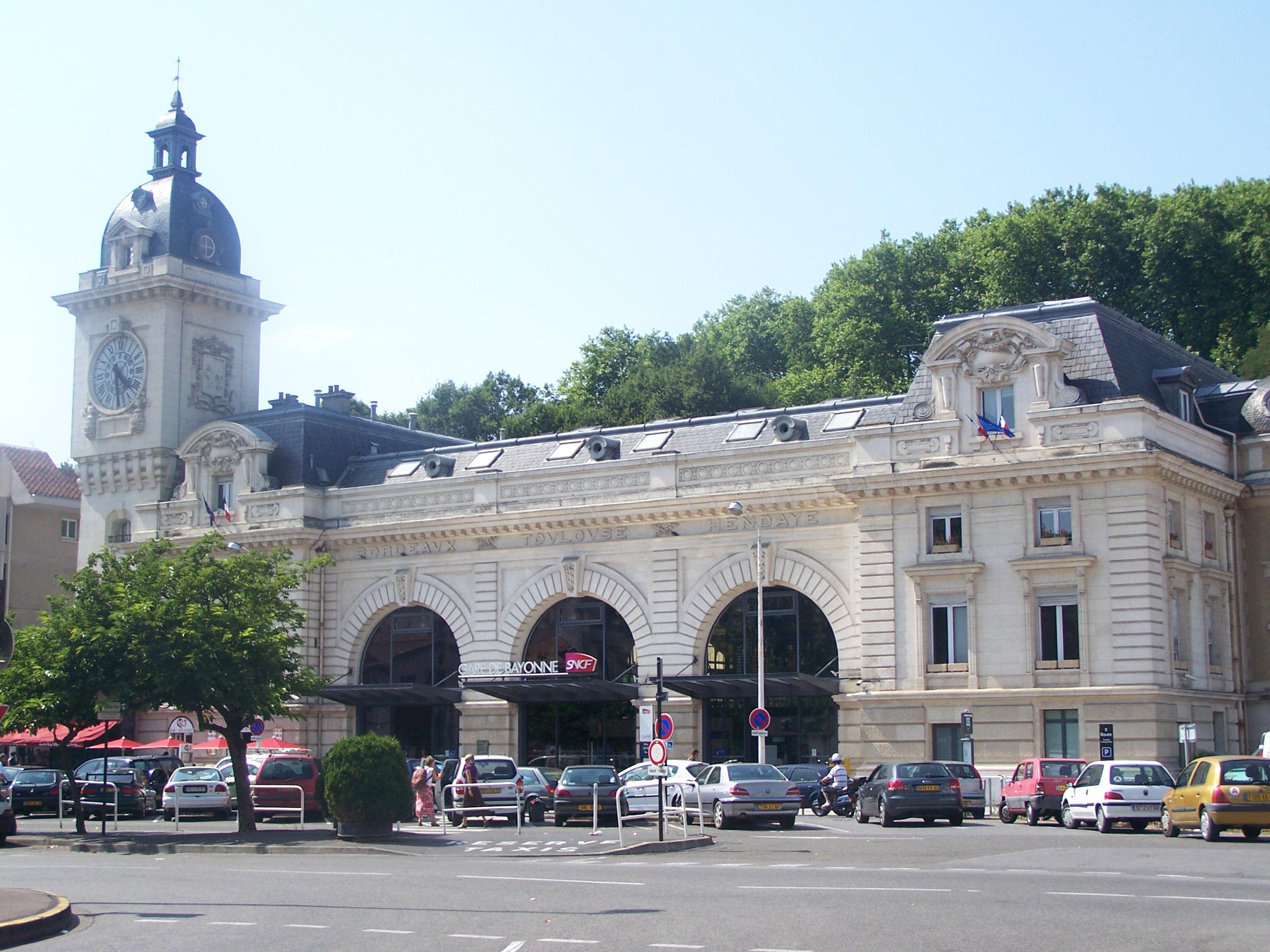
Bahnhof Bayonne

Bedeutende Wirtschaftszweige sind die metallurgische und die chemische Industrie. Früher war Bayonne auch ein wichtiges Zentrum der Waffenherstellung: Die auf einen Gewehrschaft aufzusetzende Stoßwaffe (sogenanntes Bajonett) ist nach der Stadt benannt.
Bekannte Produkte aus Bayonne sind Schokolade, Bayonne-Schinken (Jambon de Bayonne) und Spirituosen (Izarra).
Die Stadt hat einen Bahnhof, der an den Bahnstrecken Bordeaux–Irun und Bayonne–Toulouse liegt.
Bayonne teilt sich den Flughafen Biarritz mit Biarritz und Anglet.

## Städtepartnerschaften
Partnerstädte von Bayonne sind Pamplona in Spanien und Daytona Beach in Florida in den Vereinigten Staaten.

## Persönlichkeiten
- Guillaume Pierre Godin (1260–1336), Kardinalbischof von Sabina
- Alphonso, Earl of Chester (1273–1284), englischer Königssohn; Thronfolger des Königs Eduard I. von England
- Jean Duvergier de Hauranne (1581–1643), römisch-katholischer Theologe, Hauptvertreter des Jansenismus
- Antoine III. de Gramont (1604–1678), Diplomat, Staatsmann und Marschall von Frankreich
- Jean Baptiste du Casse (1646–1715), Bukanier und Admiral
- Jean-Ignace de La Ville (1702–1774), Bischof, Diplomat und Mitglied der Académie française
- Guillaume Du Tillot (1711–1774), Marquis und Staatsmann
- Bertrand Pelletier (1761–1797), Chemiker
- Jacques Laffitte (1767–1844), Bankier und Politiker
- Frédéric Bastiat (1801–1850), Ökonom
- Jean-Delphin Alard (1815–1888), Violinist und Komponist
- Jean Bernard Jauréguiberry (1815–1887), Admiral
- Eugenio de Ochoa (1815–1872), spanischer Schriftsteller und Kritiker
- Jean Baptiste Achille Zo (1826–1901), Kunstmaler
- Adrien Barthe (1828–1898), Komponist
- Léon Bonnat (1833–1922), Maler
- Paulus (1845–1908), Sänger (in Bayonne als Jean-Paulin Habans geboren)
- Emma Fursch-Madi (1847–1894), Sopranistin
- Henry Caro-Delvaille (1876–1928), Porträt- und Genremaler
- Jean Baptiste Molinié (1880–1971), Offizier
- Louis Leplée (1883–1936), Nachtclubbesitzer und Entdecker Édith Piafs
- René Cassin (1887–1976), Jurist, Diplomat, Erzieher und Friedensnobelpreisträger 1968
- Ferdinand Guillaume (1887–1977), Schauspieler, Komiker, Stummfilmregisseur und Autor
- André Perchicot (1888–1950), Bahnradfahrer und Sänger
- Thierry Sandre (1891–1950), Schriftsteller
- Marga d’Andurain (1893–1948), Abenteurerin
- Pierre Richard-Willm (1895–1983), Schauspieler
- André Béhotéguy (1900–1960), Rugby-Union-Spieler
- Jean Delay (1907–1987), Dichterarzt
- Roger Lapébie (1911–1996), Radrennfahrer
- René Lasserre (1912–2006), Koch
- Paul Maye (1913–1987), Radrennfahrer
- Émile Témime (1926–2008), Historiker
- Michel Camdessus (* 1933), Ökonom und Ehrenpräsident der Banque de France
- Michel Portal (* 1935), klassischer und Jazzmusiker
- Golo (* 1948), Autor
- Katia und Marielle Labèque (* 1950/* 1952), Pianistinnen
- Jean-Louis Cazes (* 1951), Fußballspieler und -trainer
- Christian Sarramagna (* 1951), Fußballspieler und -trainer
- Henri de Castries (* 1954), Manager; von 2000 bis 2016 Vorstandsvorsitzender der AXA Gruppe
- Michel Haïssaguerre (* 1955), Kardiologe
- Laurent Malet (* 1955), Schauspieler
- Pierre Malet (* 1955), Schauspieler
- Marie-Bernadette Dufourcet (* 1956), Musikwissenschaftlerin und Organistin
- Bernard Blancan (* 1958), Schauspieler, Regisseur und Drehbuchautor
- Sylvain Luc (1965–2024), Jazzgitarrist
- Delphine Ernotte (* 1966), Ingenieurin und Kommunikations- und Medienmanagerin
- Didier Deschamps (* 1968), Fußballspieler und -trainer
- Safy Nebbou (* 1968), Schauspieler, Regisseur und Drehbuchautor
- Marie Darrieussecq (* 1969), Schriftstellerin
- Didier Ithursarry (* 1970), Akkordeonist
- Sylvain Chauveau (* 1971), Komponist und Musiker
- Mehdi Nebbou (* 1971), Schauspieler
- Antony Dupuis (* 1973), Tennisspieler
- Hervé Cassagnabère (* 1976), Jurist
- Joe Duplantier (* 1976), Musiker
- Xavier de Le Rue (* 1979), Snowboarder
- Imanol Harinordoquy (* 1980), Rugbyspieler
- Fabrice Martin (* 1986), Tennisspieler
- Stéphane Ruffier (* 1986), Fußballtorwart
- Thomas Ospital (* 1990), Organist
- Xavier Ouellet (* 1993), Eishockeyspieler
- Kévin Rodrigues (* 1994), Fußballspieler
- Jessika Ponchet (* 1996), Tennisspielerin
- Alizée Minard (* 1997), Speerwerferin